# Mesquita de Eyüp Sultan
A Mesquita de Eyüp Sultan (em turco: Eyüp Sultan Camii) é uma mesquita otomana situada no distrito de Eyüp, Istambul, Turquia. Está situada na parte exterior das Muralhas de Constantinopla junto ao Corno de Ouro.
A mesquita deve o seu nome a Abu Aiube Alançari (em turco: Eyüp Sultan), um dos companheiros do profeta Maomé que teria sido sepultado em 670, aquando o assédio dos árabes a Constantinopla, muito perto de  onde a mesquita se ergue. No túmulo, um lugar muito venerado e que atrai muitos peregrinos,  encontram-se alguns dos objetos pessoais de Maomé.
A construção da mesquita foi iniciada em 1453 pelo sultão otomano Maomé II, o Conquistador, pouco depois da conquista da cidade. Concluída em 1458, foi a primeira mesquita construída de raiz pelos turcos otomanos em Istambul.
[carece de fontes?] A mesquita foi parcialmente reconstruída em 1800.
A mesquita era palco de uma cerimónia ritual: a tomada de posse simbólica da espada de Osmã, o fundador da dinastia otomana pelos novos sultões quando subiam ao trono. Junto à mesquita, à volta do túmulo de Eyüp Sultan, existe um cemitério que no passado estava reservado aos dignitários otomanos. O complexo onde se encontra a mesquita inclui também um hamam e um madraçal.